# Хейнйокська протока

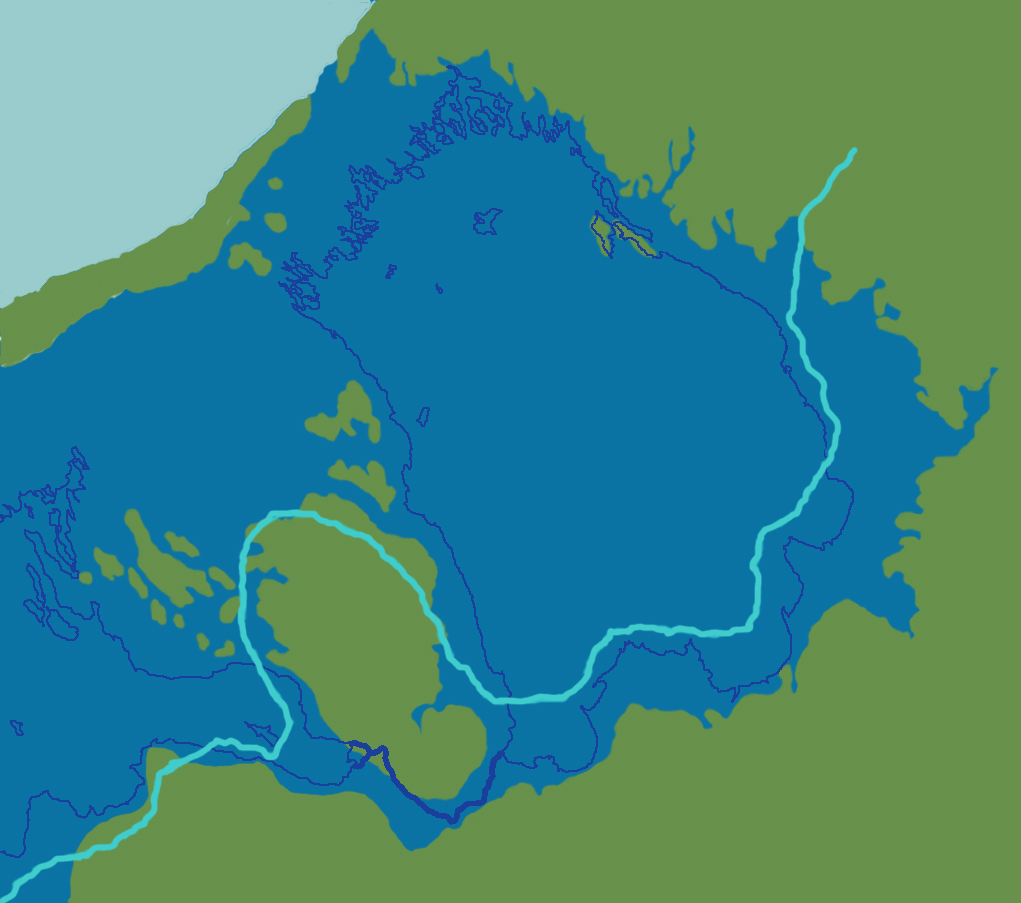
Хейнйокська протока в період існування Балтійського льодовикового озера (між 10,2 і 8,5 тис. р. до н. е.). Блакитна лінія — межа покривного заледеніння 11,3 тис. р. до н. е.

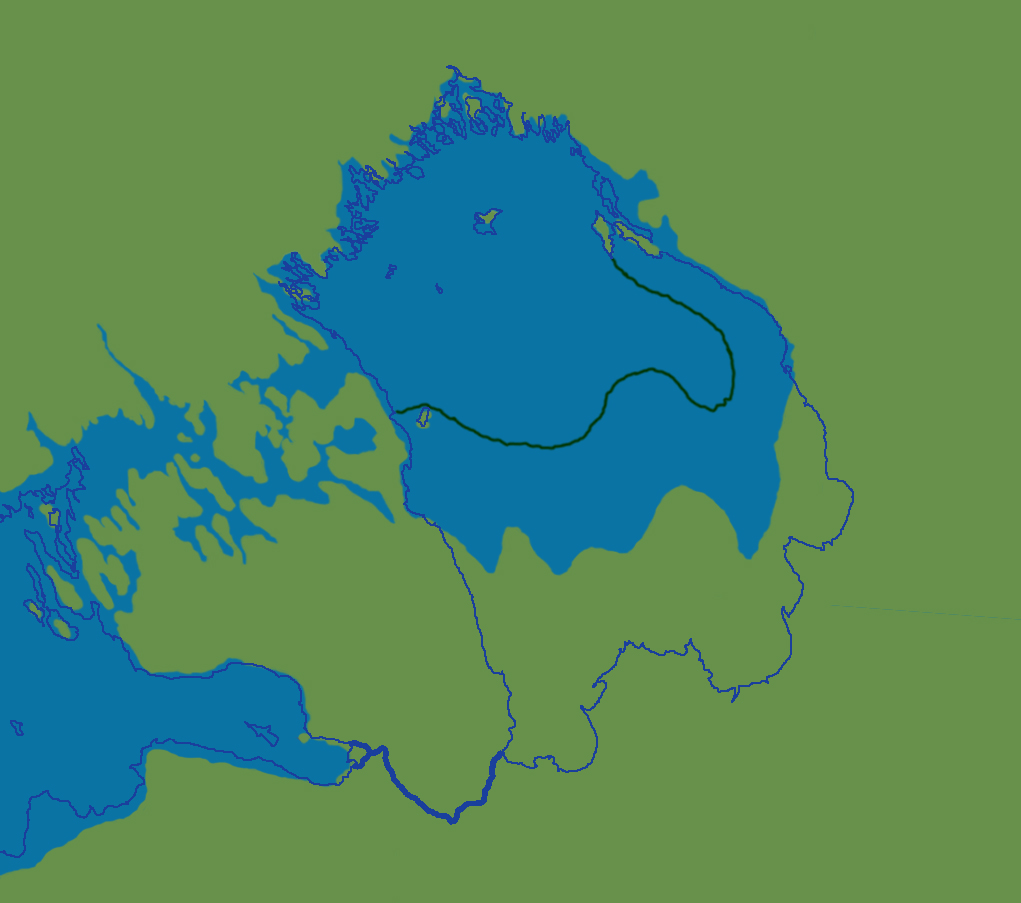
Хейнйокська протока в період існування Анцилового моря (між 7,3 і 7,2 тис. р. до н. е.). Зелена лінія — розташування південної берегової лінії Ладозького озера під час існування Іольдійового моря

Хейнйокська протока — протока між басейнами Ладозького озера і Балтійського моря, існувала на півночі Карельського перешийка в період між 10 200—7000 років до н. е.
Протока отримала свою назву по селу Хейн-Йокі в районі якої знаходився поріг стоку з Ладозького озера у Фінську затоку.

## Історія
Північна частина Карельського перешийка звільнилася від льодовика близько 10,2 тис. р. до н. е.. На території між Лемболовською височиною і фронтом льодовика виникла широка протока, що з'єднувала улоговини Ладозького озера і Балтійського моря, зайняті в цю епоху Балтійським льодовиковим озером. Спуск Балтійського льодовикового озера ~8,3 тис. р. до н. е. призвів до стрімкого падіння рівня в Балтійському басейні на 25—28 метрів до рівня моря протягом всього за декілька років. Падіння рівня Балтійського басейну призвело до відокремлення Ладозького озера й осушенню протоки між ними.
В Іольдійову стадію еволюції Балтійського басейну (8,3—7,5 тис. р. до н. е.) Ладога залишалася озером, стік з якого здійснювався через систему проток і озер по території, раніше займаної Хейнйокською протокою.
З початком Анцилової стадії 7,5 тис. р. до н. е. починається трансгресія Балтійського басейну на 15—20 метрів, що призводить до повторного об'єднання акваторій Балтики та Ладозького озера через Хейнйокську протоку. Рівень Анцилового моря досягає максимуму близько 7,3—7,2 тис. р. до н. е., потім поступово знижується досягши рівня світового океану ~7 тис. р. до н. е.. Близько цього часу Ладога знову відокремлюється від Балтійського басейну, а її рівень опускається значно нижче сучасних відміток. Хейнйокська протока остаточно обсихає і на півночі Карельського перешийка з'являються сучасні озера.
Стік Ладоги в цей час прямує через систему проток озерно-річкової системи Вуокси у Виборзьку затоку, а поріг стоку з Ладоги знаходився в районі Хейн-Йокі, на висоті 15,4 м над рівнем моря.

## Критика
Згідно з дослідженнями відкладень долини річки Неви було отримано ряд переконливих доказів безперервного стоку по долині протягом усього голоцену. Така оцінка віку Неви ставить під сумнів саму можливість існування Хейнйокської протоки, або, у всякому разі, припускає біфуркацію стоку з Ладозького озера між Хейнйокською протокою і Невою на стадії Балтійського льодовикового озера і виключає стік по території Хейнйокської протоки в Іолдійове море і саме існування протоки в Анцілову стадію.